# Leptactina epinyctios
Leptactina epinyctios är en måreväxtart som beskrevs av Arthur Allman Bullock och Bernard Verdcourt. Leptactina epinyctios ingår i släktet Leptactina och familjen måreväxter. Inga underarter finns listade i Catalogue of Life.